# Festa dels Set Peixos
La festa dels set peixos (italià: Festa dei sette pesci) és una celebració italoamericana de la Nit de Nadal amb plats de peix i altres mariscs.

## Orígens i tradició
La Festa dels Set Peixos forma part de la celebració de la Nit de Nadal italoamericana, encara que a Itàlia no té aquest nom. No és una "festa", sinó més aviat un gran àpat. La Nit de Nadal és un dia de vetlla o de dejuni, i l'abundància de marisc reflecteix el fet de l'abstinència de la carn fins a la pròpia festa de Nadal.
Avui, la Festa dels Set Peixos consisteix normalment en set plats de peix o de marisc diferents. La tradició prové del sud d'Itàlia, on és coneguda com La Vigília (La Vigilia). Aquesta celebració commemora l'espera, la Vigilia di Natale, del naixement a mitjanit del nen Jesús. La llarga tradició de menjar marisc la vigília de Nadal data de la tradició catòlica romana d'abstenir-se de menjar carn la vigília d'un dia de festa. Com que no es podia utilitzar carn ni greix animal durant aquestes dates, els catòlics menjaven peix (normalment fregit en oli). No és clar quan ni on es va popularitzar el terme "Festa dels Set Peixos". La primera menció coneguda apareix a The Philadelphia Inquirer l'any 1983.
L'àpat inclou set o més peixos que es consideren tradicionals. El concepte o títol de "Set peixos" és desconegut a Itàlia. En algunes famílies italoamericanes, no hi ha un nombre determinat de plats de peix. Un plat conegut és el bacallà. El costum de celebrar amb un peix senzill com el bacallà denota costums en les regions històricament empobrides del sud d'Itàlia, així com motius estacionals. Al llarg dels anys s'han incorporat al sopar de Nit de Nadal els fregits, els calamars i altres tipus de marisc.
El nombre set pot provenir dels set sagraments de l'Església catòlica, o dels set turons de Roma, o d'alguna altra font. No hi ha un acord general sobre el seu significat.

## Festa típica
Els components de l'àpat poden incloure alguna combinació d'anxoves, merlans, llamàntols, sardines, bacallà sec, osmèrids, anguiles, calamars, pops, gambes, musclos i cloïsses. El menú també pot incloure pasta, verdures, menjars de forn i vi.

### Plats populars

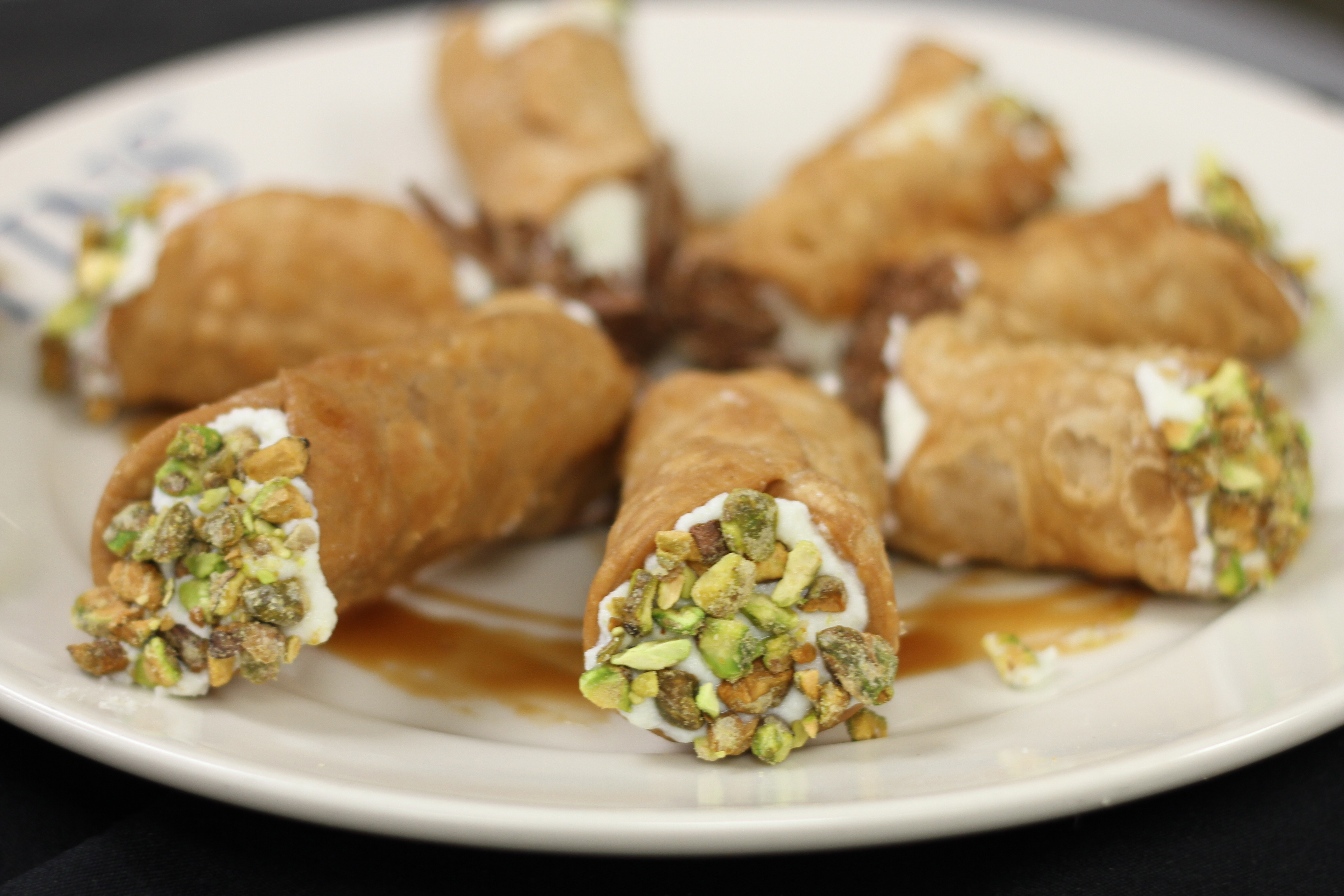
Cannoli servit a la Festa dels Set Peixos

- Bacallà amb pasta, com a amanida, o fregit
- Bacallà al forn
- Casino de cloïsses
- Boles de bacallà amb salsa de tomàquet
- Coryphaena
- Calamars fregits
- Bacallà fregit
- Peix/gamba fregits
- Vieires fregides
- Osmèrids fregides
- Insalata di mare (amanida de marisc)
- Linguine amb anxova, cloïssa, llamàntol, tonyina o salsa de cranc
- Anguila marinada o fregida
- Amanida de pop
- Tiradors d'ostres
- Puttanesca amb anxoves
- Amanida de caragols de mar
- Còctel de gambes
- Calamars farcits en salsa de tomàquet
- Llagostes al forn farcides
- Cloïsses al forn farcides
- Merlà

## A la cultura popular
- La novel·la gràfica Feast of the Seven Fishes, escrita per Robert Tinnell (2005;ISBN 0976928809), s'ha convertit en un llargmetratge també titulat Feast of the Seven Fishes, amb Madison Iseman i Skyler Gisondo, estrenat el 15 de novembre de 2019.[6]
- A l'episodi de The Golden Girls "Have Yourself a Very Little Christmas", Sophia esmenta que l'anguila fregida és una tradició nadalenca habitual a moltes llars italianes (sicilianes). Diu: "A Sicília no seria Nadal sense anguiles i aloses".[7] L'anguila sol ser un dels peixos inclosos en la tradició dels "Set peixos", encara que molts italians i sicilians en particular s'hi refereixen simplement com la vetlla o el sopar de Nadal; un menjar típicament lliure de carn vermella i que consisteix completament en marisc.[8][9]
- Iron Chef Showdown va tenir la festa dels set peixos com a ingredient secret.[10]
- A la temporada 2 de The Bear, a l'episodi "Fishes" té com a argument al voltant del sopar "Seven Fishes" de la família Berzatto. Quan Pete (Chris Witaske) porta a casa una cassola de tonyina, els altres membres de la família el retreuen per haver portat un "vuitè peix".